# Tournoi d'échecs de Danzhou
Le tournoi d'échecs de Danzhou est un tournoi international (tout d'abord national), organisé chaque année depuis 2010 à Danzhou dans le Hainan. C'est un tournoi toutes rondes fermé qui oppose dix joueurs (de 2010 à 2017) ou huit joueurs (en 2018), dont les meilleurs Chinois. Il est organisé traditionnellement entre mai et juillet. En 2020, le tournoi est disputé au mois de décembre, en partie en ligne et à une cadence rapide.
Les quatre premières éditions, de 2010 à 2013, ne comprenaient que des joueurs chinois. En 2014 et en 2015, deux joueurs étrangers ont aussi été invités. En 2016, le tournoi accueillait cinq joueurs étrangers et en 2017 cinq étrangers.
La neuvième édition, disputée fin juillet 2018, ne réunit que huit joueurs.

## Multiples vainqueurs
2 victoires et une première place ex æquo
- Bu Xiangzhi (premier en 2010 et 2012, battu au départage par Ding Liren en 2014)

2 victoires
- Ding Liren (en 2013 et 2014)
- Yu Yangyi (en 2011 et 2018)

## Palmarès
| Édition Année | Édition Année | Dates                         | Vainqueur                  | Marque  | Deuxième(s)                        | Troisième(s)                                                        | Quatrième(s)                                                 | Cinquième(s)                      | Joueurs |
| ------------- | ------------- | ----------------------------- | -------------------------- | ------- | ---------------------------------- | ------------------------------------------------------------------- | ------------------------------------------------------------ | --------------------------------- | ------- |
| 1             | 2010          | 11-20 juin                    | Bu Xiangzhi (au départage) | 6 / 9   | Li Chao (ex æquo)                  | Ding Liren Wang Hao (5,5/9)                                         |                                                              | Zhou Jinchao (5)                  | 10      |
| 2             | 2011          | 15-24 mai                     | Yu Yangyi                  | 7 / 9   | Wang Yue Bu Xiangzhi (5,5/9)       |                                                                     | Zhou Jianchao Wang Hao (5/9)                                 |                                   | 10      |
| 3             | 2012          | 29 mai-7 juin                 | Bu Xiangzhi (au départage) | 6 / 9   | Ni Hua (ex æquo)                   | Wen Yang Yu Yangyi (5/9)                                            |                                                              | Ding Liren (5/9)                  | 10      |
| 4             | 2013          | 20-29 mai                     | Ding Liren                 | 7 / 9   | Bu Xiagnzhi Ni Hua (6)             |                                                                     | Zhou Weiqi (5,5)                                             | Yu Yangyi Xiu Deshun Wei Yi (4,5) | 10      |
| 5             | 2014          | 25 juin - 4 juillet           | Ding Liren (au départage)  | 6,5 / 9 | Bu Xiangzhi (ex æquo)              | Ruslan Ponomariov Arkadij Naiditsch (5,5)                           |                                                              | Ma Qun Zhou Weiqi Yu Yangyi (4)   | 10      |
| 6             | 2015          | 2-11 juillet                  | Wang Yue                   | 7 / 9   | Ni Hua (6)                         | Ding Liren (5,5)                                                    | Wei Yi (5)                                                   | Bu Xiangzhi Yu Yangyi (4,5)       | 10      |
| 7             | 2016          | 8-17 juillet                  | Ian Nepomniachtchi         | 6 / 9   | Wang Yue (5) Pentala Harikrishna   |                                                                     | Bu Xiangzhi Yu Yangyi Ding Liren (4,5)                       |                                   | 10      |
| 8             | 2017          | 9-18 juillet                  | Wei Yi                     | 6,5 / 9 | Lê Quang Liêm Ding Liren (5,5 / 9) |                                                                     | Arkadij Naiditsch Wang Hao Yu Yangyi (5)                     |                                   | 10      |
| 9             | 2018          | 26 juillet - 4 août           | Yu Yangyi                  | 4,5 / 7 | Lê Quang Liêm (4 / 7)              | Bu Xiangzhi Jan-Krzysztof Duda Vladimir Fedosseïev Wei Yi (3,5 / 7) |                                                              |                                   | 8       |
| 10            | 2019          | 29 juin - 8 juillet           | Richárd Rapport            | 4,5 / 7 | Yu Yangyi Wei Y (4 / 7)            |                                                                     | Vladislav Artemiev Wang Hao (3,5 / 7) Vidit Santosh Gujrathi |                                   | 8       |
| 11            | 2020,         | 3-9 décembre (tournoi rapide) | Richárd Rapport            | 9 / 14  | Ding Liren (8,5 / 14)              | Aleksandr Grichtchouk Anish Giri (7,5 / 14)                         |                                                              | Wei Yi (6,5 / 14)                 | 8       |